# 波佩利亞尼
49°37′0″N 23°53′29″E / 49.61667°N 23.89139°E
波佩利亞尼（烏克蘭語：Попеляни），是烏克蘭西部的村莊，隸屬利維夫州的利維夫區。該村面積0.71平方公里，海拔高度268米，2025年人口270，人口密度每平方公里490.14人。